# Мунис-Фрейри
Мунис-Фрейри (порт. Muniz Freire)  —  муниципалитет в Бразилии, входит в штат Эспириту-Санту. Составная часть мезорегиона Юг штата Эспириту-Санту. Входит в экономико-статистический  микрорегион Алегри. Население составляет 19 344 человека на 2006 год. Занимает площадь 679,922 км². Плотность населения — 28,5 чел./км².

## История
Город основан 1 марта 1891 года.

## Статистика
- Валовой внутренний продукт на 2003 составляет 50.910.022,00 реалов (данные: Бразильский институт географии и статистики).
- Валовой внутренний продукт на душу населения на 2003 составляет 2.610,50 реалов (данные: Бразильский институт географии и статистики).
- Индекс развития человеческого потенциала на 2000 составляет 0,723 (данные: Программа развития ООН).

## География
Климат местности: горный тропический. В соответствии с классификацией Кёппена, климат относится к категории Cwa.